# Decrypto
Decrypto ist ein Kommunikationsspiel des Spieleautors Thomas Dagenais-Lespérance, das 2018 bei dem kanadischen Spieleverlag Le Scorpion Masqué auf Deutsch, Englisch und Französisch sowie kurz darauf international bei verschiedenen Verlagen erschien. In dem Spiel spielen zwei Teams gegeneinander und es geht darum, den eigenen Teampartnern verschlüsselte Codes zu übermitteln, die von den Gegnern nicht abgefangen werden dürfen.
Das Spiel wurde 2018 für den Mehrspielerpreis beim International Gamers Award nominiert und beim Swiss Gamers Award 2018 auf den zweiten Platz gewählt. 2020 gewann es den MinD-Spielepreis in der Kategorie 'kurze Spiele' der Hochbegabtenvereinigung Mensa in Deutschland e. V.

## Thema und Ausstattung
Im Spiel spielen zwei Gruppen gegeneinander, wobei die einzelnen Teammitglieder jeweils versuchen, verschlüsselte Codes an ihre Mitspieler zu übermitteln, ohne dass diese vom gegnerischen Team abgefangen werden können. Zudem versuchen sie selber, Nachrichten vom Gegner abzufangen.
Neben der Spielanleitung besteht das Spielmaterial aus:
- 110 doppelseitig bedruckte Schlüsselwortkarten mit zu übermittelnden Botschaften,
- 2 Sichtschirme mit je 4 Entschlüsselungsfenstern,
- zwei Sets mit je 24 Codekarten in schwarz und weiß,
- je 4 Abfangmarker und Mißverständnismarker,
- eine Sanduhr, und
- ein Block mit 50 Notizblättern.

## Spielweise

### Vorbereitung
Vor dem Spiel bilden sich zwei Teams aus je zwei bis vier Mitspielern. Die jeweiligen Teams setzen sich jeweils an eine Tischseite und bekommen einen Sichtschirm, den sie vor sich aufstellen, und ein Notizblatt, auf dem sie später Hinweise notieren können. Zudem bekommen beide Teams je 4 Schlüsselkarten, die in die Fenster des Sichtschirms gesteckt werden. Zudem bekommt jedes Team eines der Codekartensets, das gemischt und verdeckt vor dem Team abgelegt wird. Die Abfang- und Missverständnismarker werden mit der Sanduhr in die Tischmitte gelegt.

### Spielablauf
Das Spiel wird in mehreren Runden gespielt, wobei am Anfang der Runde ein Verschlüsseler bestimmt wird. Der Verschlüsseler hat die Rolle, dem restlichen Team jeweils einen Code zu übermitteln, ohne dass dieser von dem gegnerischen Team abgefangen wird. Es beginnt das weiße Team, danach folgt das schwarze.
Jede Spielrunde beginnt damit, dass die Verschlüsseler der Teams je eine Codekarte mit einem Code aus drei Ziffern von ihrem Kartenstapel ziehen und die vor ihren Mitspielern geheim halten. Die beiden Verschlüsseler schreiben nun ihre Hinweise in die entsprechenden Felder auf den Notizzetteln, wobei sie die jeweiligen Hinweise auf den Schlüsselkarten nutzen. Sobald ein Verschlüsseler seine Hinweise notiert hat, dreht er die Sanduhr um, der gegnerische Verschlüsseler hat dann 30 Sekunden Zeit, seine Begriffe aufzuschreiben.
Nachdem beide Verschlüsseler ihre Hinweise notiert haben, liest der weiße Verschlüsseler seine Hinweise laut vor und gibt den Notizzettel an sein Team. Das gegnerische Team notiert die Hinweise auf der Rückseite seines Notizzettels und beide Teams versuchen, die Hinweise und damit den Code zu entschlüsseln. Beide Teams schreiben den vermuteten Code in die erste Spalte ihrer Notizen hinter den Hinweisen auf (wobei das gegnerische Team erst in der zweiten Runde anhand der Hinweise der ersten Runde einen gültigen Tipp abgeben kann). Sobald beide Teams fertig sind, liest zuerst das zum Verschlüsseler gegnerische Team seine Vermutung vor und versucht so, den Code abzufangen. Danach liest das weiße Team seinen entschlüsselten Code vor. Nachdem beide Teams ihre Ergebnisse abgegeben haben, liest der Verschlüsseler das Ergebnis vor und zeigt den Mitspielern seine Codekarte.
Hat das gegnerische Team den Code korrekt erraten, bekommt es einen Abfangmarker, ist der Code falsch, passiert nichts. Hat das Team des Verschlüsselers einen falschen Code erraten, bekommt es einen Missverständnismarker, ist der Code richtig, passiert nichts. Der korrekte Code wird jeweils neben der Vermutung notiert und die Hinweise können den jeweiligen Ziffern zugeordnet werden. Danach kommt die Codekarte zurück in den Kartenstapel, der gemischt wird.
Nachdem das weiße Team seine Runde abgeschlossen hat, folgt die Runde des schwarzen Teams. Haben beide Teams ihre erste Runde gespielt, werden neue Verschlüsseler bestimmt, die jeweils eine neue Codekarte ziehen und die jeweils zweite Runde spielen.

### Spielende und Auswertung
Das Spiel endet nach der Runde, in der ein Team entweder zwei Abfangmarker besitzt und damit das Spiel gewinnt, oder wenn ein Team zwei Missverständnismarker besitzt und damit das Spiel verliert. Alternativ endet das Spiel nach der achten Runde, wenn keines der Teams bis dahin zwei gleiche Marker bekommen hat. Bei einem Gleichstand, wenn also ein Team jeweils zwei Abfangmarker und Missverständnismarker besitzt oder beide Teams je zwei Marker eines Typs besitzen, wird der Gewinner aus der Summe der vorhandenen Abfangmarker minus der Summe der Missverständnismarker ermittelt. Ist danach noch immer ein Gleichstand vorhanden, versuchen die Teams jeweils die Codewörter des anderen Teams zu erraten, wobei dann das Team mit den meisten korrekten Antworten gewinnt.

## Sonderregeln für drei Spieler
Im Spiel mit drei Spielern tritt ein Spieler gegen zwei an, wobei der Einzelspieler die Rolle als Abfangspezialist übernimmt. In jeder Runde wechseln sich die beiden gemeinsam spielenden Teamspieler als Verschlüsseler ab. Der Abfangspezialist versucht, innerhalb von 5 Runden zwei Abfangmarker zu sammeln und so das Spiel zu gewinnen, Missverständnismarker gibt es nicht. Schafft es der Abfangspezialist nicht, bis zur fünften Runde zwei Abfangmarker zu bekommen, gewinnt das Team.

## Veröffentlichung und Rezeption
Das Spiel Decrypto wurde von dem kanadischen Spieleautor Thomas Dagenais-Lespérance entwickelt und 2018 bei dem in Montréal beheimateten Spieleverlag Le Scorpion Masqué auf Deutsch, Französisch und auf Englisch veröffentlicht. Im gleichen Jahr erschien es international bei verschiedenen Verlagen, eine italienische und spanische Version wurde von Asmodee veröffentlicht, eine Version für die Vereinigten Staaten von Le Scorpion Masqué zusammen mit IELLO. Zudem gibt es Versionen auf Niederländisch, Russisch, Rumänisch, Portugiesisch, Koreanisch, Chinesisch, Polnisch, Ungarisch, Griechisch und Bulgarisch.
2023 wurde eine erweiterte Jubiläumsversion von Decrypto veröffentlicht.
Der Spielekritiker Udo Bartsch bezeichnet das Spiel als „reizvoll“ und vergleicht es mit dem Spiel Codenames. Allerdings kritisiert er die Spieleanleitung und das Spielmaterial. Er schrieb:

„Bei aller Denkanstrengung macht es Spaß, sich die x-te Umschreibung für immer dasselbe auszudenken. Man freut sich, wenn die Gegner wunderbar im Nebel tappen, weil man sie genau dorthin geführt hat. Und man grübelt und spekuliert, was sich wohl hinter den Begriffen der Konkurrenz verbirgt – mit philosophisch durchaus interessanten Erkenntnissen. (…) Tatsächlich transportiert DECRYPTO sogar mehr Spionage-Atmosphäre als das nur angeblich von Agenten handelnde CODENAMES.“

In der spielbox bewertete Stefan Duksch den Spielreiz des Spiels mit 8 von 10 möglichen Punkten, obwohl er in der Rezension die „wirre Anleitung“ und das Material als ärgerlich bezeichnet. Er lobt jedoch explizit „mit Abhörgerätschaften und Speichermedien der 1970er und 1990er Jahre“ und die „als Lochkarten getarnten Hinweiskarten“.
Das Spiel wurde 2018 für den Mehrspielerpreis beim International Gamers Award nominiert und beim Swiss Gamers Award 2018 auf den zweiten Platz gewählt. Beim Årets Spill 2019 wurde Decrypto als Quizspiel des Jahres 2019 ausgezeichnet und beim MinD-Spielepreis gewann das Spiel 2020 die Auszeichnung in der Rubrik „kurze Spiele“.

## Belege
1. 1 2 3 4 5 6 7 8 9  Decrypto, Spieleanleitung, Le Scorpion Masqué 2018.
2. ↑  Decrypto, Versionen bei BoardGameGeek. Abgerufen am 22. Februar 2020.
3. ↑  Udo Bartsch: Decrypto auf Rezensionen für Millionen, 9. JUNI 2018; abgerufen am 22. Februar 2020.
4. ↑  Stefan Duksch: Decrypto: Unfreiwillig verschlüsselt. In: spielbox 3/2018, S. 4–5.
5. ↑  2018 Nominees (Memento des Originals vom 17. Februar 2020 im Internet Archive)  Info: Der Archivlink wurde automatisch eingesetzt und noch nicht geprüft. Bitte prüfe Original- und Archivlink gemäß Anleitung und entferne dann diesen Hinweis. beim International Gamers Award; abgerufen am 22. Februar 2020.
6. ↑  Ergebnisse 2018 beim Swiss Gamers Award; abgerufen am 22. Februar 2020.